# Lista de cerimônias do Emmy Internacional
Esta é uma lista das cerimônias dos Prêmios Emmy Internacionais. Criado em 1973, o Emmy Internacional é organizado pela Academia Internacional das Artes e Ciências Televisivas (IATAS), uma organização sem fins lucrativos com membros de todo o mundo. Os prêmios são concedidos em várias categorias, incluindo drama, comédia, documentário, telenovela, programa de artes, entre outros, e são considerados uma das honrarias mais importantes do meio televisivo.

## Edições
| Edição | Data                   | Apresentador(a)                         | Transmissão                      | Local                                |
| ------ | ---------------------- | --------------------------------------- | -------------------------------- | ------------------------------------ |
| 1°     | 19 de novembro de 1973 | Richard Attenborough                    | —                                | Plaza Hotel                          |
| 2°     | 25 de novembro de 1974 | Julie Andrews                           | —                                | Plaza Hotel                          |
| 3°     | 24 de novembro de 1975 | Brock Peters                            | —                                | Plaza Hotel                          |
| 4°     | 22 de novembro de 1976 | Scatman Crothers                        | —                                | Plaza Hotel                          |
| 5°     | 21 de novembro de 1977 | Carl Reiner                             | —                                | Plaza Hotel                          |
| 7°     | 19 de novembro de 1979 | Dick Van Dyke                           | —                                | Sheraton New York Times Square Hotel |
| 8°     | 24 de novembro de 1980 | Peter Ustinov                           | —                                | Sheraton New York Times Square Hotel |
| 9°     | 23 de novembro de 1981 | Betty White                             | —                                | Sheraton New York Times Square Hotel |
| 10°    | 22 de novembro de 1982 | Edward Asner                            | —                                | —                                    |
| 11°    | 21 de novembro de 1983 | Mary Tyler Moore                        | —                                | Sheraton New York Times Square Hotel |
| 12°    | 19 de novembro de 1984 | Regis Philbin                           |                                  | Sheraton New York Times Square Hotel |
| 13°    | 25 de novembro de 1985 | Chris Sarandon                          | —                                | Sheraton New York Times Square Hotel |
| 14°    | 24 de novembro de 1986 | Jennifer Jason Leigh                    | —                                | New York Hilton Midtown              |
| 15°    | 23 de novembro de 1987 | Peter Ustinov                           | —                                | New York Hilton Midtown              |
| 16°    | 21 de novembro de 1988 | Phil Collins Florence Joyner            | —                                | New York Hilton Midtown              |
| 17°    | 20 de novembro de 1989 | Smothers Brothers                       | —                                | Sheraton New York Times Square Hotel |
| 18°    | 19 de novembro de 1990 | Peter Ustinov                           | —                                | Sheraton New York Times Square Hotel |
| 19°    | 25 de novembro de 1991 | Roger Moore                             | Arts & Entertainment Network RAI | New York Hilton Midtown              |
| 20°    | 23 de novembro de 1992 | Louis Gossett Jr. María Conchita Alonso | PBS                              | Sheraton New York Times Square Hotel |
| 21°    | 22 de novembro de 1993 | Peter Ustinov                           | —                                | New York Hilton Midtown              |
| 22°    | 21 de novembro de 1994 | Peter Ustinov                           | —                                | New York Hilton Midtown              |
| 23°    | 20 de novembro de 1995 | Peter Ustinov                           | NBC Super Channel NBC Asia       | New York Hilton Midtown              |
| 24°    | 25 de novembro de 1996 | Jamie Luner Dick Cavett Kenny Rogers    | —                                | New York Hilton Midtown              |
| 25°    | 24 de novembro de 1997 | Peter Ustinov                           | —                                | New York Hilton Midtown              |
| 26°    | 23 de novembro de 1998 | Hans Liberg                             | —                                | New York Hilton Midtown              |
| 27°    | 22 de novembro de 1999 | Clive Anderson                          | —                                | New York Hilton Midtown              |
| 28°    | 20 de novembro de 2000 | Tom Bergeron                            | Internet                         | Sheraton New York Times Square Hotel |
| 29°    | 19 de novembro de 2001 | Tom Bergeron                            | —                                | Sheraton New York Times Square Hotel |
| 30°    | 25 de novembro de 2002 | Donna Hanover                           | —                                | Sheraton New York Times Square Hotel |
| 31°    | 24 de novembro de 2003 | Bob Costas                              | —                                | New York Hilton Midtown              |
| 32°    | 22 de novembro de 2004 | Graham Norton                           | —                                | New York Hilton Midtown              |
| 33°    | 21 de novembro de 2005 | Graham Norton                           | —                                | New York Hilton Midtown              |
| 34°    | 20 de novembro de 2006 | Graham Norton                           | —                                | New York Hilton Midtown              |
| 35°    | 19 de novembro de 2007 | Roger Bart                              | —                                | New York Hilton Midtown              |
| 36°    | 24 de novembro de 2008 | Roger Bart                              | —                                | New York Hilton Midtown              |
| 37°    | 23 de novembro de 2009 | Graham Norton                           | MGM Latino (Brasil)              | New York Hilton Midtown              |
| 38°    | 22 de novembro de 2010 | Jason Priestley                         | —                                | New York Hilton Midtown              |
| 39°    | 21 de novembro de 2011 | Jason Priestley                         | —                                | New York Hilton Midtown              |
| 40°    | 19 de novembro de 2012 | Regis Philbin                           | MGM Channel (Portugal)           | New York Hilton Midtown              |
| 41°    | 25 de novembro de 2013 | John Oliver                             | —                                | New York Hilton Midtown              |
| 42°    | 24 de novembro de 2014 | Matt Lucas                              | —                                | New York Hilton Midtown              |
| 43°    | 23 de novembro de 2015 | Bassem Youssef                          | —                                | New York Hilton Midtown              |
| 44°    | 21 de novembro de 2016 | Alan Cumming                            | —                                | New York Hilton Midtown              |
| 45°    | 20 de novembro de 2017 | Maz Jobrani                             | —                                | New York Hilton Midtown              |
| 46°    | 19 de novembro de 2018 | Hari Kondabolu                          | E! Online                        | New York Hilton Midtown              |
| 47°    | 25 de novembro de 2019 | Ronny Chieng                            | —                                | New York Hilton Midtown              |
| 48°    | 23 de novembro de 2020 | Richard Kind                            | iemmys.tv                        | Hammerstein Ballroom                 |
| 49°    | 22 de novembro de 2021 | Yvonne Orji                             | iemmys.tv                        | Casa Cipriani                        |
| 50°    | 21 de novembro de 2022 | Penn Jillette                           | iemmys.tv                        | New York Hilton Midtown              |
| 51°    | 20 de novembro de 2023 | Rhys Darby                              | —                                | New York Hilton Midtown              |
| 52°    | 25 de novembro de 2024 | Vir Das                                 | —                                | New York Hilton Midtown              |